# ミディアムブラウン
ミディアムブラウン（Medium brown）とは茶色の一種。ミディアム（Medium）は中位、中間などを意味する。色の割合がほぼ純色1：黒1の暗清色の一種。

## 近似色
- 茶色